# Hyposidra
Hyposidra là một chi bướm đêm thuộc họ Geometridae.